# Loris Manià
Loris Manià (ur. 27 stycznia 1979 w Gorycji) – włoski siatkarz pochodzenia słoweńskiego, reprezentant kraju, grający na pozycji libero.

## Kluby
| 1994–1998 | Olympia Gorycja                   |
| 1998–2004 | AdriaVolley Triest                |
| 2004–2006 | Sira Ancona                       |
| 2006–2007 | Copra Berni Piacenza              |
| 2007–2009 | Acqua Paradiso Gabeca Montichiari |
| 2009–2014 | Casa Modena                       |
| 2014–2015 | Top Volley Latina                 |
| 2015–2018 | LPR Volley Piacenza               |

## Sukcesy klubowe
Puchar CEV:
- 2007

Mistrzostwo Włoch:
- 2007